# Sémillon
Le sémillon B est un cépage français de vigne blanc.
Désiré Bois, jardinier du début du XXe siècle a écrit de lui: « Mas, Pulliat et Cazeaux-Cazallet l'appellent le grand cépage blanc français car il peut produire, seul, le type le plus parfait des grands vins blancs du monde, et il est, du point de vue cultural, le cépage le plus accompli. Il prospère dans tous les terrains, surtout les coteaux. La pourriture noble agit à peu près toujours favorablement sur lui... ».

## Origine

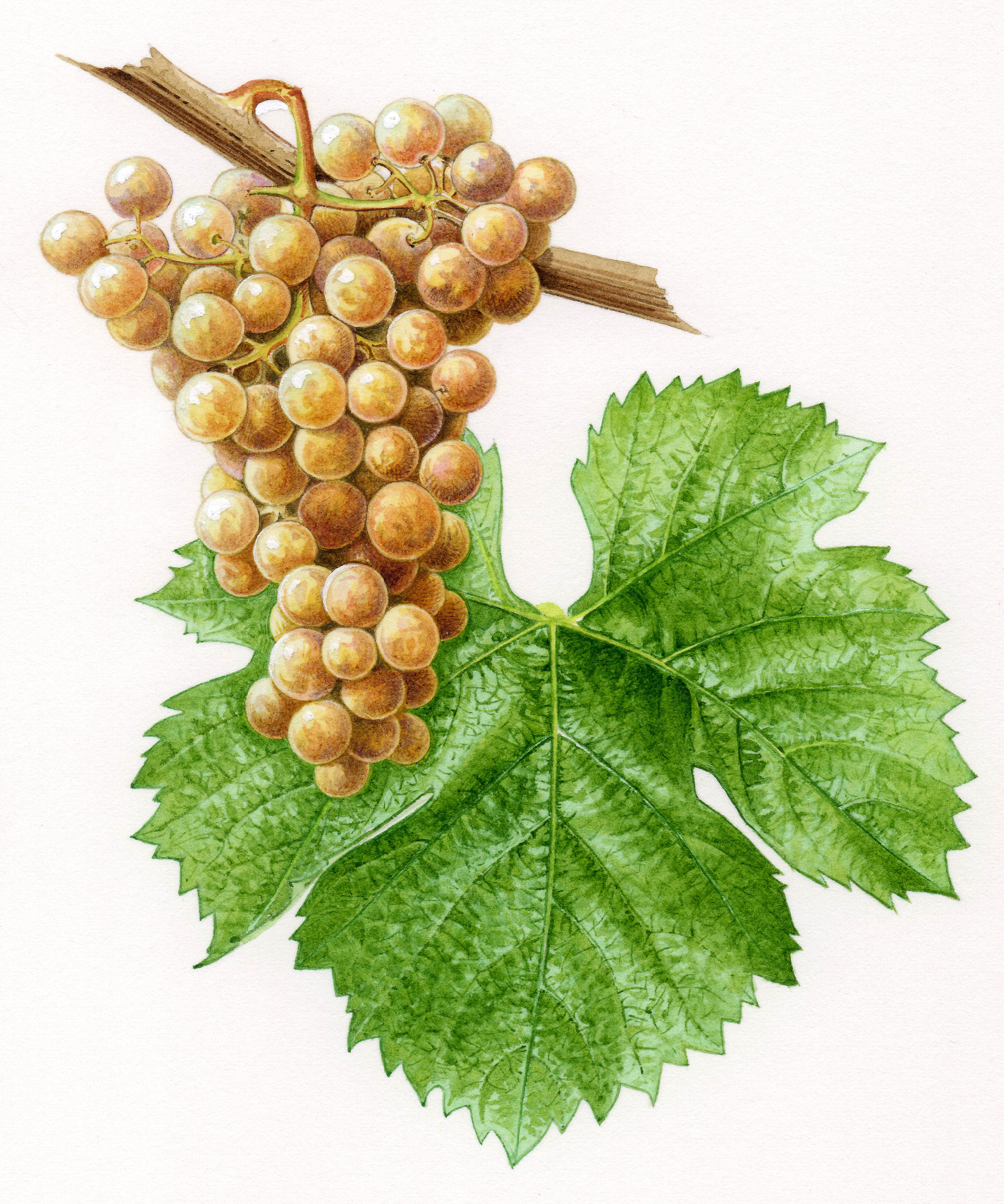
Grappe et feuille de sémillon.

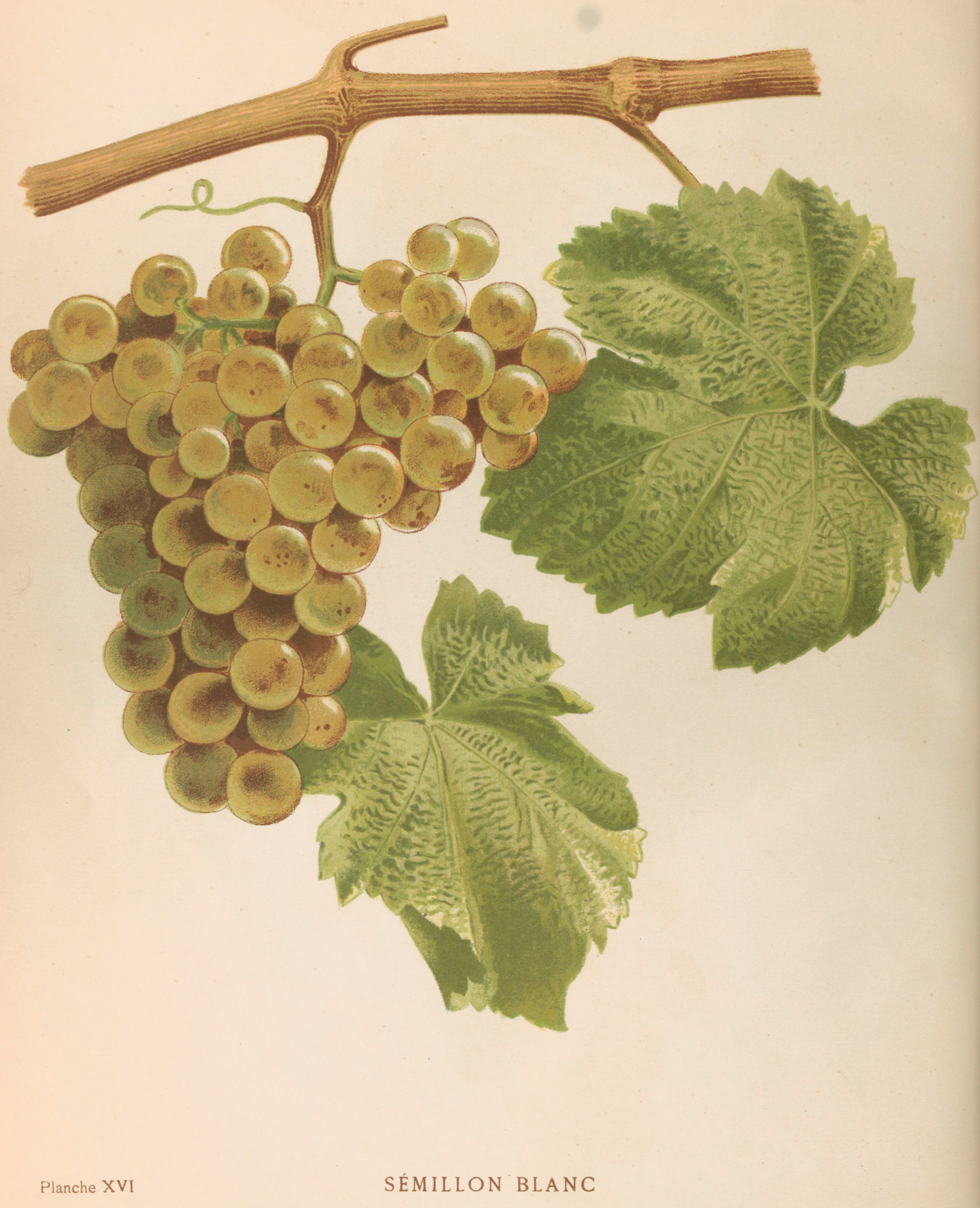
Grappe de sémillon.

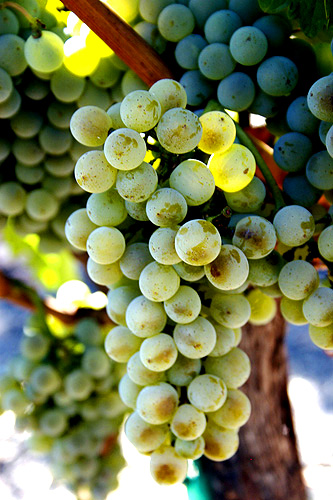
Grappe de sémillon.

### Historique
Il est originaire du vignoble de Bordeaux; il proviendrait même, selon Pierre Galet, du vignoble de Sauternes. Son nom le rattache pourtant au vignoble de Saint-Émilion (prononciation en gascon [semi'ʎuŋ]/[seme'ʎuŋ]) si ce n'est pas le fait du hasard. Il est déjà cité au XVIIe siècle et sa surface a crû parallèlement avec la renommée des vins liquoreux. Depuis l'après guerre 1939-1945, la montée en puissance des grands vins blancs secs, en particulier du sauvignon blanc B, la surface dévolue au sémillon B est en baisse. De plus de 30 000 ha au début du XXe siècle, la surface plantée en sémillon est estimée à moins de 15 000 ha en 2008.

### Aire de répartition
En France, la zone de production concerne surtout le vignoble liquoreux de Bordeaux (Sauternes, barsac, sainte-croix-du-mont...) et le vignoble de Bergerac en Dordogne (Monbazillac, Saussignac...). Le sémillon est aussi utilisé pour la production des vins blancs secs réputés de l’Entre-deux-Mers, le plus souvent en assemblage avec les sauvignons blancs ou gris et la muscadelle. Peu voyageur en France, il a cependant conquis le vignoble de Provence avec les AOC Côtes-de-provence, coteaux d'aix-en-provence et coteaux des baux-en-provence. Le cognacais l'a adopté pour faire un pineau-des-charentes très aromatique.
Nombre de nouveaux pays viticoles l'ont adopté: 35 000 ha au Chili, 2 800 ha en Australie, (Murrumbidgee, Hunter valley, Barossa Valley, Tasmanie) 2 000 ha en Slovénie, 1 400 ha aux États-Unis, (Californie et État de Washington)1 200 ha en Argentine, 830 ha au Brésil, 900 ha en Afrique du Sud...

### Variabilité génétique
Une prospection menée très tôt dans les années 1960 a abouti à l'homologation de sept clones : les no 173, 299, 315, 380, 908, 909 et 910. Les trois premiers sont les plus demandés.
Une seconde prospection menée dans les vieilles vignes du château la Tour Blanche a amené la plantation de deux collections en Gironde. En 1990, au domaine de l'INRA contient 77 souches. Une seconde établie en 1997 contient 71 souches. Une première étude a révélé les plus intéressantes pour la production de liquoreux, notamment leur aptitude à prendre le botrytis, le poids de raisin par souche ou la taille des grappes. Une parcelle d'étude est plantée en 2009 dans le sauternais avec les clones 909 et 910. Une étude plus fine va aboutir à l'homologation de nouveaux clones espérés vers 2016.

### Synonymie
Son nom transcrit en différentes langues constitue une première liste : semilao au Portugal, semijon en Croatie et Slovénie ou sauternes en France.
Il est aussi nommé chevrier en France et Californie, greengrape ou groenfruit en Afrique du Sud ou encore Hunter River Riesling en Australie.

## Caractères ampélographiques

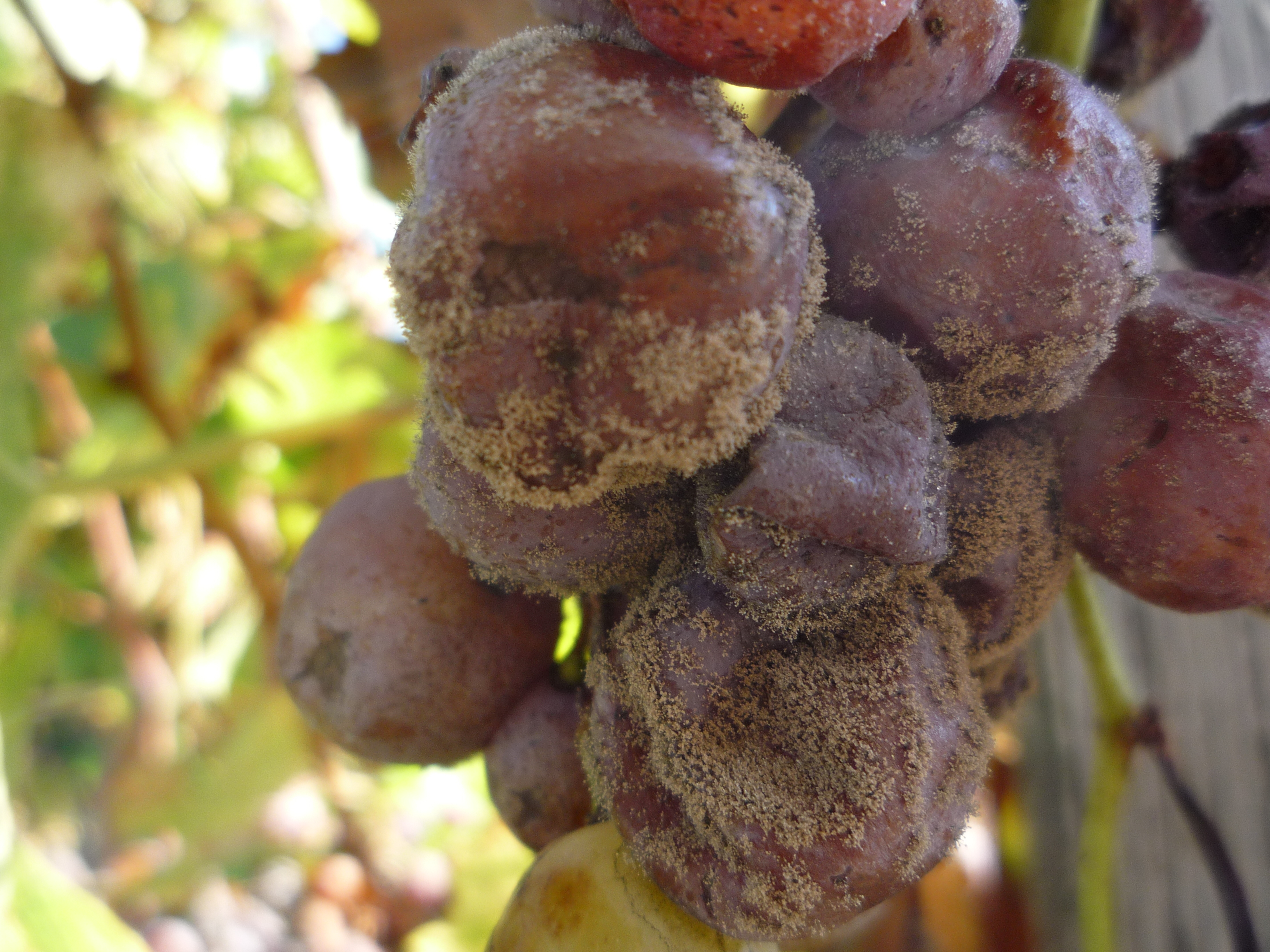
Sémillon atteint de pourriture noble

- Extrémité du jeune rameau qui présente une forte densité de poils couchés.
- Jeunes feuilles vertes à plages bronzées.
- Feuilles adultes vert clair à 5 lobes avec un sinus pétiolaire plus ou moins ouvert, des dents courtes à côtés rectilignes ou convexes, une faible pigmentation des nervures, un limbe tourmenté, régulièrement bullé, et face inférieure, une densité faible de poils couchés.
- Les grappes et les baies sont grosses. Baies arrondies.

## Aptitudes

### Culturales
Moyennement vigoureux mais assez productif, il peut être conduit en taille courte ou moyennement longue. Le rendement varie énormément en fonction du terroir. Il convient bien aux sols graveleux, argilo-graveleux et calcaires. Son bourgeonnement progressif permet en cas de gelée tardive, d'avoir des bourgeons en réserve pour assurer tout de même une récolte.

### Sensibilité
Il est sensible à la pourriture grise, mais cela devient un avantage si les conditions climatiques permettent de la rendre noble. Il craint aussi le black-rot, les cicadelles et les acariens. En revanche, il résiste mieux à l'oïdium et à l'eutypiose.

### Technologiques
Lorsque le rendement est maîtrisé dans des conditions de culture et climatique favorable, il donne de grands vins blancs secs, gras, complexes et apte au vieillissement en barrique. En surmaturité avec pourriture noble et récolte en tries successives, il donne certains des plus grands vins liquoreux au monde (château d'Yquem pour le plus célèbre). Le sémillon est probablement le cépage qui accueille le plus favorablement Botrytis cinerea, champignon microscopique permettant une concentration naturelle des sucres du raisin. Les vendanges peuvent débuter dès que ce champignon s'est développé. En Bordelais, et notamment à Sauternes, les vendanges débutent le plus souvent dès le mois de septembre. Les vins produits sont très aromatiques : ils évoquent les senteurs de miel, fruits secs grillés (amande, noisette), de beurre frais, de fleur d'acacia, de figues ou de fruits secs et agrumes confits, de pomme verte ou de noix fraiche.